# Pierre Dreux
Pierre Honoré Dreux, connu politiquement sous le nom de Dreux-Linget, né le 22 avril 1829 à Villampuy (Eure-et-Loir) et mort le 16 juillet 1888 à Cormainville, est un homme politique français.

## Biographie
Après avoir fait ses études au lycée d'Orléans, il devient en 1827 agriculteur à Cormainville.
Le 12 juin 1854, il se marie à Péronville avec Armande Aspasie Aimée Linget, nom qu'il gardera accolé au sien tout au long de sa vie politique. 
En 1860, il est élu vice-président du comice agricole de Châteaudun dont il devient le président en 1866 et sera constamment réélu à ce poste jusqu'à son décès. 
Il est élu maire de Cormainville en 1865, conseiller d'arrondissement de 1867 à 1870 et conseiller général du canton d'Orgères en 1870, où il s'intéresse particulièrement aux questions agricoles et vicinales, il siégera au conseil général d'Eure-et-Loir jusqu'à son décès, soit dix-huit années.
Républicain, il est élu député d'Eure-et-Loir, en 1876, et réélu en 1881 ; il ne se représente pas en 1885. Il est signataire du manifeste des 363 députés qui refusent la confiance au gouvernement de Broglie, lors de la crise du 16 mai 1877.
À la suite de la mort du sénateur Ferdinand Jumeau, il est élu comme candidat de la gauche républicaine sénateur d'Eure-et-Loir en 1885, l'emportant par 392 voix contre 302 à Pierre Roussille.
Il meurt à Cormainville le 16 juillet 1888. Ses obsèques ont lieu le 18 juillet 1888, en présence notamment du sénateur Émile Labiche. Il laisse une fille unique.

## Sources
- « Pierre Dreux », dans Adolphe Robert et Gaston Cougny, Dictionnaire des parlementaires français, Edgar Bourloton, 1889-1891 [détail de l’édition]